# И Ем Ай
EMI Group (чете се „и ем ай“) е британска музикална компания, основана през 1931 г., която управлява няколко звукозаписни марки в Кенсингтън, Лондон, Великобритания и EMI Music Publishing – в Ню Йорк, САЩ.
Тя е сред „четирите големи“ звукозаписни компании в целия свят. Притежание е на Terra Firma Capital Partners от август 2007 г., откупена за 3,2 милиарда лири. След този трансфер някои големи изпълнители напускат EMI, включително Пол Маккартни и Рейдиохед. The Rolling Stones са подписали споразумение с EMI за един албум извън техния договор, който изтича през февруари 2008 г. През януари 2008 г. изпълнителният продуцент на компанията Тони Уодсуърт се оттегля след 25 години работа.

## Закриване
През 2012 г. EMI Group (звукозаписният сектор) е продадена на Universal Music Group и притежаващия я концерн Vivendi SA, а EMI Music Publishing (издателският бизнес на EMI Group) е купена от звукозаписната компания Sony Music Entertainment, принадлежаща на Sony.